# Sobór katedralny Świętej Trójcy w Angarsku
Sobór katedralny Świętej Trójcy – prawosławny sobór w Angarsku. Świątynia parafialna w dekanacie angarskim oraz druga katedra eparchii irkuckiej Rosyjskiego Kościoła Prawosławnego.

## Historia
Pierwsza parafia prawosławna w Angarsku powstała w 1991. Początkowo wierni uczęszczali do prowizorycznej cerkwi urządzonej w budynku dawnego klubu „Oktiabr'”. Cerkiew tę, ze względu na odprawienie w niej pierwszego nabożeństwa w święto Zaśnięcia Bogurodzicy (28 sierpnia), parafianie nazywali Uspienską. W 1992 rozpoczęto prace nad projektem świątyni, która byłaby w stanie zaspokoić potrzeby religijne dużego miasta. W 1995, w uroczystość Trójcy Świętej został poświęcony kamień węgielny pod budowę soboru. Obiekt wzniesiono w latach 1996–2006; jego poświęcenia dokonał 24 września 2006 arcybiskup irkucki i angarski Wadim.
Przy soborze mieści się lokalny oddział eparchii, działają też szkoła niedzielna oraz biblioteka.